# Cheiloprion labiatus
Cheiloprion labiatus – gatunek morskiej ryby z rodziny garbikowatych, jedyny przedstawiciel rodzaju Cheiloprion Weber, 1913.

## Występowanie
Płytkie wody przybrzeżne, laguny i rafy koralowe Oceanu Indyjskiego i zachodniej części Oceanu Spokojnego, na głębokościach od 1–3 m p.p.m.

## Opis
Ciało krępe, ciemnobrązowe (u młodych osobników matowo pomarańczowe), wargi jasne, wywinięte na zewnątrz, oczy duże. 13 twardych i 13-14 miękkich promieni w płetwie grzbietowej. Żywią się polipami. Pływają w małych stadach lub pojedynczo. Bez znaczenia gospodarczego.